# Urbano Noris
Urbano Noris är en ort i Kuba.   Den ligger i provinsen Provincia de Holguín, i den östra delen av landet, 700 km öster om huvudstaden Havanna. Urbano Noris ligger 101 meter över havet och antalet invånare är 43 892.
Terrängen runt Urbano Noris är platt. Runt Urbano Noris är det ganska tätbefolkat, med 62 invånare per kvadratkilometer. Urbano Noris är det största samhället i trakten. Trakten runt Urbano Noris består till största delen av jordbruksmark.